# Сапацький сільський округ (Аральський район)
Сапа́цький сільський округ (каз. Сапақ ауылдық округі, рос. Сапакский сельский округ) — адміністративна одиниця у складі Аральського району Кизилординської області Казахстану. Адміністративний центр — станційне селище Сапак.
Населення — 846 осіб (2021; 921 у 2009, 769 у 1999, 696 у 1989).
Станом на 1989 рік існувала Камишлибаська сільська рада (селища Аралкум, Бекбаулі, Камишлибаш, Сапак, Чумиш), село Коктем перебувало у складі Сайгундинської сільради. Пізніше селище Сапак утворило окремий Сапацький сільський округ.

## Склад
До складу округу входять такі населені пункти:
| Населений пункт                        | Населення, осіб (1989) | Населення, осіб (1999) | Населення, осіб (2009) | Населення, осіб (2021) |
| -------------------------------------- | ---------------------- | ---------------------- | ---------------------- | ---------------------- |
| Коктем, село                           | 358                    | 306                    | 247                    | 229                    |
| Роз'їзд 87 Алтикудик, станційне селище | -                      | 37                     | 55                     | 57                     |
| Роз'їзд 88 Тасбогет, станційне селище  | -                      | 69                     | 125                    | 72                     |
| Сапак, станційне селище                | 338                    | 357                    | 494                    | 488                    |